# Dead or Alive (band)
Dead or Alive was een in 1980 opgerichte Britse newwaveband. In de succesjaren bestond de groep uit Pete Burns (zang), Tim Lever (keyboards), Mike Percy (basgitaar) en Steve Coy (drums).

## Biografie
Dead or Alive begon in mei 1980 uit het voormalige Nightmares in Wax. Tussen 1980 en 1983 transformeerde de sound van Dead or Alive van gotische postpunk naar new wave en werden zij in het clubcircuit van Liverpool steeds bekender. In 1983 tekenden zij een contract met Epic Records en werd het postpunkgeluid het destijds nieuwe HI-NRG. Hierna volgde in 1984 het album Sophisticated Boom Boom. Dead or Alive brak wereldwijd door met You Spin Me Round (Like a Record) uit 1985, van het album Youthquake. Hiermee had de band wereldwijd een hit. Dead or Alive was het succesvolst in Japan, waar de band in totaal zeventien nummer 1-hits had. Tot hun andere hits behoren Lover Come Back to Me, Brand New Lover, My Heart Goes Bang en Turn Around and Count 2 Ten. Na steeds grotere successen kwam er vraag naar een tournee, die in oktober 1987 werd verwezenlijkt onder de noemer Rip It Up. De opnamen die in Japan zijn gemaakt, werden later ook op videoband uitgebracht.
Eind 1988 stapten Tim Lever en Mike Percy uit de band, waardoor Burns en Coy tot een duo waren gereduceerd. Datzelfde jaar brachten zij nog het zelfgeproduceerde Dead or Alive-album Nude uit. Lever en Percy gingen na de breuk zelf nummers schrijven en produceren. Als schrijvers en producers hebben zij muziek geschreven en geproduceerd voor onder anderen Robbie Williams.
In 1989 was Dead or Alive een van de belangrijkste artiestengroepen van de tournee 'Disco in Dream' van Kylie Minogue. Na 1989 nam het succes van Dead or Alive langzaamaan af en beperkte de groep zich voornamelijk tot het produceren van albums en incidentele concerten. In 1990 produceerde Dead or Alive het album Fan the Flame: Part 1 en er volgde een korte maar succesvolle Japanse tournee. Het album verkocht matig, enkel in Japan. Pete Burns en Steve Coy waren van plan om een album getiteld Fan the Flame: Part 2 te produceren, maar dat project werd rond 1992 geannuleerd vanwege de tegenvallende verkoop van Fan the Flame: Part 1 en door een gebrek aan belangstelling. Steve Coy werd rond deze periode de manager van Dead or Alive.
Pete Burns verscheen in het najaar van 1992 kort in de schijnwerpers en maakte een kleine persoonlijke solotournee door de Verenigde Staten. Hierna werd het stil rond Dead or Alive.
In 2003 bracht de band Evolution: The Hits uit, een album met de grootste hits van de groep. Voor de nummers You Spin Me Round (Like a Record) en Lover Come Back to Me werden nieuwe videoclips gemaakt. In de jaren nul deed Burns mee met de Britse versie van Big Brother VIPS en bracht hij zijn biografie uit. Zijn gezicht was ondertussen vrijwel volledig veranderd door plastisch-chirurgische ingrepen, die al in 1985/1986 waren begonnen.
Burns overleed op 23 oktober 2016 op 57-jarige leeftijd ten gevolge van een hartaanval. Coy overleed op 4 mei 2018 op 56-jarige leeftijd.

## Discografie

### Elpees
- 1982 - Nowhere to Nowhere EP, ook bekend als It's Been Hours Now EP
- 1984 - Sophisticated Boom Boom
- 1985 - Youthquake
- 1986 - Mad, Bad, and Dangerous to Know
- 1987 - Rip It Up (verzamelalbum)
- 1988 - Nude
- 1990 - Fan the Flame (Part I)
- 1991 - Nude - Remade, Remodelled (alleen in Japan)
- 1995 - Nukleopatra (Japan)
- 1996 - Nukleopatra (Australië)
- 1998 - Nukleopatra (VS)
- 2000 - Fragile (alleen in Japan)
- 2001 - Unbreakable (alleen in Japan)
- 2003 - Evolution - The Hits

### Singles
- 1980 - I'm Falling
- 1981 - Number Eleven
- 1982 - The Stranger
- 1983 - What I Want
- 1983 - Misty Circles
- 1983 - I'd Do Anything
- 1984 - That's the Way (I Like It)
- 1984 - You Spin Me Round (Like a Record)
- 1985 - Lover Come Back to Me
- 1985 - In Too Deep
- 1985 - My Heart Goes Bang
- 1986 - Brand New Lover
- 1986 - Something in My House
- 1986 - I'll Save You All My Kisses
- 1986 - Hooked on Love
- 1988 - Turn Around and Count 2 Ten
- 1989 - Come Home with Me Baby
- 1989 - Baby Don't Say Goodbye
- 1990 - Your Sweetness Is Your Weakness
- 1990 - Gone 2 Long
- 1990 - Unhappy Birthday
- 1994 - Sex Drive
- 1994 - Rebel Rebel (als "International Crysis")
- 1996 - You Spin Me Round (Like a Record) 1996
- 1997 - You Spin Me Round (Like a Record) (Remix '97)
- 2000 - Hit and Run Lover
- 2003 - You Spin Me Round (Like a Record) 2003
- 2004 - Jack & Jill Party (Pete Burns, geproduceerd door de Pet Shop Boys)
- 2010 - Never Marry an Icon

### NPO Radio 2 Top 2000
| Nummer met noteringen in de NPO Radio 2 Top 2000 | '00  | '01 | '02  |
| ------------------------------------------------ | ---- | --- | ---- |
| You Spin Me Round (Like a Record)                | 1238 | -   | 1549 |

1. ↑  Een '-' betekent dat het nummer niet was genoteerd en een vetgedrukt getal geeft de hoogste notering aan.
2. ↑  2000 was het eerste jaar met een notering voor dit nummer.
3. ↑  Deze tabel is bijgewerkt tot en met de laatste editie (2024).